# Dolga vas (gmina Lendava)
Dolga vas (węg. Hosszúfalu) – wieś w Słowenii, w gminie Lendava. 1 stycznia 2018 liczyła 600 mieszkańców.